# Rompere l'incantesimo
Rompere l'incantesimo: La religione come fenomeno naturale (Breaking the Spell: Religion as a Natural Phenomenon) è un libro pubblicato nel 2006 dal filosofo statunitense Daniel Dennett, in cui l'autore argomenta a favore di un'analisi scientifica della religione per poter predire il futuro di questo fenomeno e, specie alla luce dei fatti dell'11 settembre 2001, per potere prendere decisioni politiche informate e giuste. Per fare questo Dennett sfrutta un approccio multidisciplinare avvalendosi di contributi da campi di studio diversi quali archeologia, biologia, teoria dell'evoluzione, antropologia, psicologia e storia.
Dennett afferma che l'incantesimo che spera di rompere non è la fede religiosa, quanto piuttosto la convinzione che la religione sia un tabù, al di fuori del campo di indagine della ricerca scientifica.

## Sinossi
Il libro è diviso in tre parti:
- la prima parte discute le motivazioni e giustificazioni dell'intera opera: cosa si intende parlando di religione? Può la scienza studiare la religione? Dovrebbe la scienza studiare la religione?
- la seconda parte procede nell'usare gli strumenti della biologia evolutiva e della memetica per suggerire teorie riguardanti l'origine del pensiero religioso e delle antiche credenze popolari e quindi l'evoluzione di queste ultime nelle moderne religioni che conosciamo;
- la terza parte analizza la religione e i suoi effetti nel mondo di oggi: la religione ci rende morali? È la religione ciò che dà un significato alle nostre vite? Cosa dovremmo insegnare ai nostri figli?

La definizione operativa che Dennett dà delle religioni è "sistemi sociali i cui partecipanti affermano di credere in uno o più agenti soprannaturali di cui bisogna cercare l'approvazione". Dopo aver dato questa definizione comunque sottolinea che essa "è suscettibile di revisione, essendo un punto di partenza, non qualcosa di scolpito nel marmo, da difendere fino alla morte".
Sebbene Dennett basi la sua esposizione su evidenze empiriche, cionondimeno ammette che molta ricerca deve ancora essere svolta in questo settore e da questo punto di vista il libro rappresenta solo un'introduzione all'argomento, di cui segnala i possibili e più "appetitosi" campi di ricerca.

## Recensioni
- Rino Gaion Recensione a Daniel C. Dennet, Breaking the Spell: Religion as a Natural Phenomenon
- Raffaele Carcano Recensione a Rompere l'incantesimo sul sito dell'UAAR